# 2019年の宝塚歌劇公演一覧
本項目は2019年の宝塚歌劇公演一覧（2019ねんのたからづかかげきこうえんいちらん）について示す。

## 宝塚大劇場公演

### 星組
- 1月1日(火) - 2月4日(月)
  - 『霧深きエルベのほとり』（作：菊田一夫、潤色・演出：上田久美子）
  - 『ESTRELLAS 〜星たち〜』（作・演出：中村暁）

### 花組
- 2月8日(金) - 3月11日(月)
  - 『CASANOVA』（作・演出：生田大和、作曲：ドーヴ・アチア）

### 月組
- 3月15日(金) - 4月15日(月)
  - 『夢現無双 -吉川英治原作「宮本武蔵」より-』（脚本・演出：斎藤吉正）
  - 『クルンテープ 天使の都』（作・演出：藤井大介）

### 宙組
- 4月19日(金) - 5月27日(月)
  - 『オーシャンズ11』（脚本・演出：小池修一郎）

### 雪組
- 5月31日(金) - 7月8日(月)
  - 『壬生義士伝』（原作：浅田次郎「壬生義士伝」(文春文庫刊)、脚本・演出：石田昌也）
  - 『Music Revolution!』（作・演出：中村一徳）

### 星組
- 7月12日 - 8月19日
  - 『GOD OF STARS -食聖-』（作・演出：小柳奈穂子）
  - 『Éclair Brillant』（作・演出：酒井澄夫）

### 花組
- 8月23日 - 9月30日
  - 『A Fairy Tale -青い薔薇の精-』（作・演出：植田景子）
  - 『シャルム!』（作・演出：稲葉太地）

### 月組
- 10月4日 - 11月11日
  - 『I AM FROM AUSTRIA -故郷は甘き調べ-』（作曲・作詞：ラインハルト・フェンドリッヒ、脚本：ティトゥス・ホフマン、クリスティアン・シュトゥルペック、オリジナルプロダクション：ウィーン劇場協会、潤色・演出：齋藤吉正）

### 宙組
- 11月15日 - 12月15日
  - 『El Japon イスパニアのサムライ』（作・演出：大野拓史）
  - 『アクアヴィーテ！！』（作・演出：藤井大介）

## 東京宝塚劇場公演

### 雪組
- 1月2日(水) - 2月10日(日)
  - 『ファントム』（脚本：アーサー・コピット、作詞・作曲：モーリー・イェストン、潤色・演出：中村一徳、翻訳：青鹿宏二）

### 星組
- 2月15日(金) - 3月24日(日)
  - 『霧深きエルベのほとり』（作：菊田一夫、潤色・演出：上田久美子）
  - 『ESTRELLAS 〜星たち〜』（作・演出：中村暁）

### 花組
- 3月29日(金) - 4月28日(日)
  - 『CASANOVA』（作・演出：生田大和、作曲：ドーヴ・アチア）

### 月組
- 5月3日(金) - 6月9日
  - 『夢現無双 -吉川英治原作「宮本武蔵」より-』（脚本・演出：齋藤吉正）
  - 『クルンテープ 天使の都』（作・演出：藤井大介）

### 宙組
- 6月14日(金) - 7月21日(日)
  - 『オーシャンズ11』（脚本・演出：小池修一郎）

### 雪組
- 7月26日 - 9月1日(日)
  - 『壬生義士伝』（原作：浅田次郎「壬生義士伝」(文春文庫刊)、脚本・演出：石田昌也）
  - 『Music Revolution!』（作・演出：中村一徳）

### 星組
- 9月6日(金) - 10月13日(日)
  - 『GOD OF STARS -食聖-』（作・演出：小柳奈穂子）
  - 『Eclair Brillant』（作・演出：酒井澄夫）

### 花組
- 10月18日(金) - 11月24日(日)
  - 『A Fairy Tale -青い薔薇の精-』（作・演出：植田景子）
  - 『シャルム!』（作・演出：稲葉太地）

### 月組
- 11月29日(金) - 12月28日(日)
  - 『I AM FROM AUSIRIA -故郷は甘き調べ-』（作曲・作詞：ラインハルト・フェンドリッヒ、脚本：ティトゥス・ホフマン、クリスティアン・シュトゥルペック、オリジナルプロダクション：ウィーン劇場協会、潤色・演出：齋藤吉正）

## バウホール公演

### 月組
- 1月10日(木) - 1月24日(木)
  - 『Anna Karenina』（原作：レフ・トルストイ、脚本・演出：植田景子）

### 専科
- 1月31日(木) - 2月11日(月)
  - 『パパ・アイ・ラブ・ユー』（原作：レイ・クーニー「IT RUN IN THE FAMILY」、翻訳：小田島雄志、小田島恒志、脚本・演出：石田昌也、演出：大野拓史）

### 雪組
- 3月28日(木) - 4月8日(月)
  - 『PR×PRince』（作・演出：町田菜花）

### 花組
- 5月20日(月) - 6月4日(火)
  - 『Dream On!』（作・演出：三木章雄）

### 宙組
- 9月5日(木) - 9月16日(月)
  - 『リッツ・ホテルくらいに大きなダイヤモンド -F・スコット・フィッツジェラルド作「The Diamond as Big as the Ritz」より-』（脚本・演出：木村信司）

### 星組
- 11月28日(木) - 12月9日(月)
  - 『龍の宮物語』（作・演出：指田珠子）

## その他の特別公演

### 月組
- 1月6日(日) - 1月20日(日) 東京国際フォーラム ホールC
- 7月27日(土) - 8月12日(月) 梅田芸術劇場メインホール
  - 『ON THE TOWN』（潤色・演出：野口幸作）

### 宙組
- 2月2日(土) - 2月25日(月) 博多座
  - 『黒い瞳 -プーシキン作「大尉の娘」より-』（脚本：柴田侑宏、演出・振付：謝珠栄）
  - 『VIVA! FESTA! in HAKATA』（作・演出：中村暁）
- 2月9日(土) - 2月17日(日) 梅田芸術劇場シアタードラマシティ
- 2月26日(火) - 3月4日(月) 日本青年館ホール
  - 『群盗 -Die Rāuber- -フリードリッヒ・フォン・シラー作「群盗」より-』（脚本・演出：小柳奈穂子）

### 雪組
- 3月22日(金) - 4月7日(日) 東急シアターオーブ
  - 『20世紀号に乗って』（潤色・演出：原田諒）

### 星組
- 5月5日(日) - 5月13日(月) 梅田芸術劇場シアタードラマシティ
- 5月19日(日) - 5月25日(土) 日本青年館ホール
  - 『鎌足 -夢のまほろば、大和し美し-』（作・演出：生田大和）
- 5月4日(土) - 5月23日(木) 全国ツアー
  - 『アルジェの男』（作：柴田侑宏、演出：大野拓史）
  - 『ESTRELLAS 〜星たち〜』（作・演出：中村暁）

### 花組
- 6月25日(火) - 6月26日(水) 横浜アリーナ
  - 『恋スルARENA』（作・演出：齋藤吉正）
- 6月15日(土) - 7月2日(火) TBS赤坂ACTシアター
  - 『花より男子』（原作：神尾葉子「花より男子」(集英社マーガレットコミックス刊)、脚本・演出：野口幸作）

### 月組
- 7月30日(火) - 8月5日(月) 日本青年館ホール
- 8月11日(日) - 8月19日(月) 梅田芸術劇場メインホール
  - 『チェ・ゲバラ』（作・演出：原田諒）

### 宙組
- 8月31日(土) - 9月23日(月) 全国ツアー
  - 『追憶のバルセロナ』（作・演出：正塚晴彦）
  - 『NICE GUY!! -その男 Sによる法則-』（作・演出：藤井大介）

### 雪組
- 10月12日(土) - 11月10日(日) 全国ツアー
  - 『はばたけ黄金の翼よ～原作「風のゆくえ」粕谷紀子（集英社クイーンズコミックスDIGITAL版）～』（オリジナル脚本：阿古健 脚本・演出：小柳菜穂子）
  - 『Music Revolution!』（作・演出：中村一徳）
- 10月11日(金) - 10月17日(木) KAAT神奈川芸術劇場
- 10月23日(水) -10月31日(木) 梅田芸術劇場シアター・ドラマシティ
  - 『ハリウッド・ゴシップ』（作・演出：田渕大輔）

### 星組
- 11月20日(水) - 11月27日(水) 梅田芸術劇場メインホール
- 12月3日(火) - 12月15日(日) 東京建物 Brillia HALL
  - 『ロックオペラ モーツァルト』（潤色・演出：石田昌也）

## 催し物
- 10月29日(火)
  - 『宝塚舞踏会』（作・演出：植田紳爾）
- 12月21日(土)・22日(日) 梅田芸術劇場メインホール
  - 『タカラヅカスペシャル2019 -Beautiful Harmony-』（監修：石田昌也、構成・演出：中村一徳、上田久美子、野口幸作）